# 郝劲松
郝劲松（1972年10月13日—），中国法律学者，山西省忻州市定襄县人。

## 生平
郝劲松1992年进入太原重型机械学院（今太原科技大学）学习化工专业，毕业后在银行担任了8年的职员，后于中国政法大学攻读刑事诉讼。
从那时起，郝劲松介入和推动了一系列公益维权事件，并入选《检察日报》《法治影响生活·2005蓝皮书》、《中国消费者报》2006“十大消费维权人物”、《南方人物周刊》“2008年度中国魅力50人”、《时代周报》“2010影响中国时代进程100人”等，提名《环球财经》“2004年构建经济和谐十大受尊崇人物”、《法制日报》“2005年度法制新闻人物”等。其参与的案件入选中国法院网“2005年中国十大案件”、《法制日报》“2005中国十大影响性诉讼”、《检察日报》《法治影响中国·2006中国法治蓝皮书》等。
2019年12月，在3次被山西省定襄县晋昌镇派出所以“寻衅滋事”为由传唤后，12月18日起郝劲松被定襄县公安局“依据《中华人民共和国反恐怖主义法》相关条款”处行政拘留15天，于忻州市拘留所；2020年1月2日行政拘留期满后，郝劲松被控涉嫌寻衅滋事遭刑事拘留，转移至五台县看守所。1月13日，郝劲松的辩护律师蔺其磊接受新京报采访，表示看守所拒绝律师会见。案件在五月中旬侦查期届满后，移送检察院审查起诉，涉及的罪名除了原有的寻衅滋事和诽谤，还增加了一项诈骗罪。2020年12月10日，山西定襄县法院开庭审理郝劲松。
2023年7月20日，山西定襄县法院判决郝劲松犯诈骗罪，处以有期徒刑八年，并处罚金人民币三十五万元；犯寻衅滋事罪，判处有期徒刑一年九个月，决定执行有期徒刑九年，并处罚金人民币三十五万元。至此，郝劲松已被超期羁押超过1200天。